# Iglesia de Nuestra Señora (Dresde)

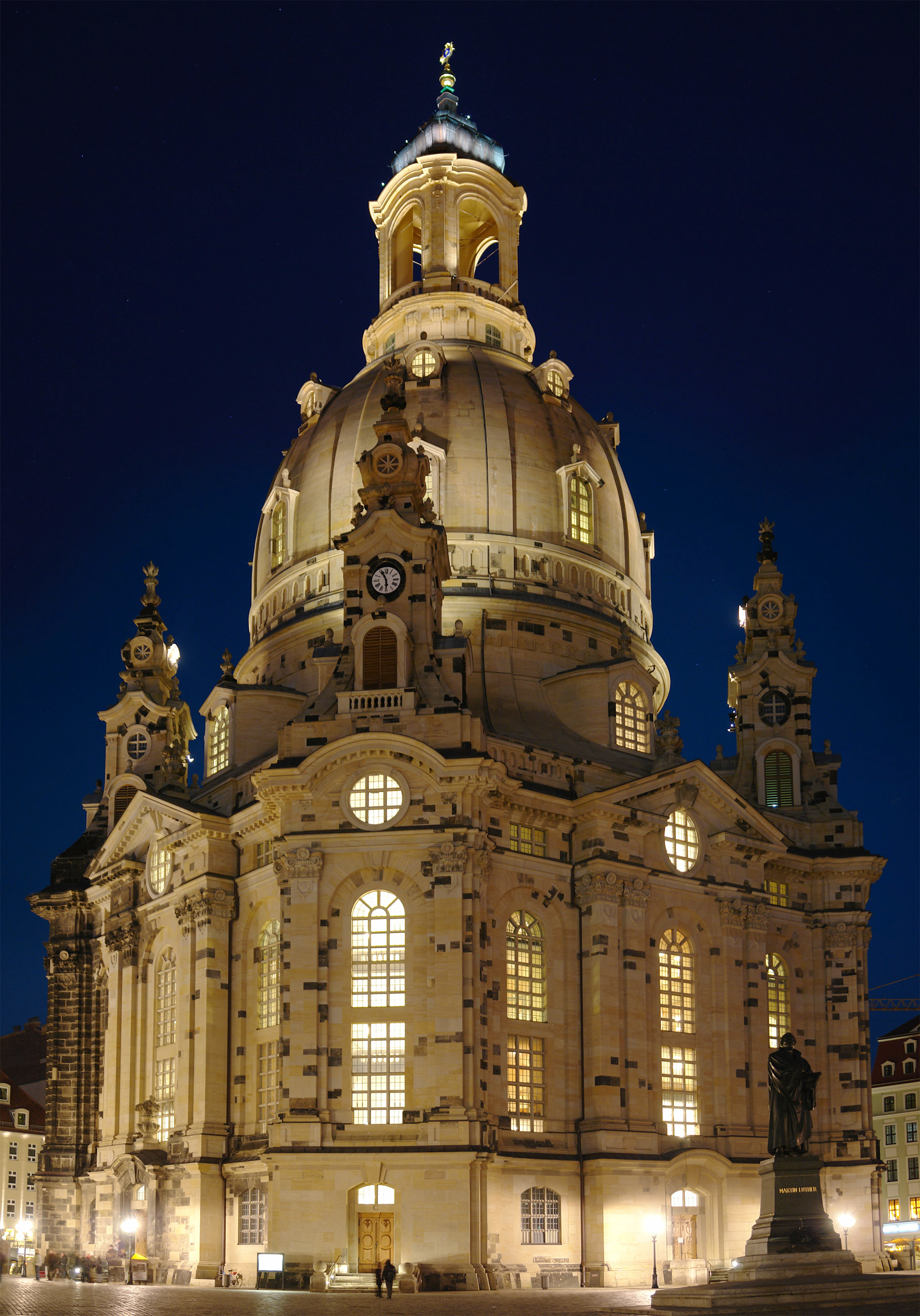
La Frauenkirche de Dresde.

La Iglesia de Nuestra Señora (en alemán Frauenkirche) es una iglesia luterana de la época barroca, situada en Dresde, Alemania. Arquitectónicamente, es una de las iglesias más destacadas de Europa y una significativa muestra de los edificios sagrados del luteranismo. Es uno de los edificios de piedra arenisca más altos del mundo y tiene la mayor cúpula de piedra al norte de los Alpes.
Fue construida entre 1726 y 1743. Durante la Segunda Guerra Mundial fue totalmente destruida a causa del bombardeo de Dresde en 1945. La República Democrática Alemana conservó las ruinas como un monumento que recordara los estragos por la guerra. Después de la caída del Muro de Berlín, se comenzó en 1994 su reconstrucción, finalizando esta en 2005. Para ello contribuyeron a la financiación donantes de todo el mundo.
El 30 de octubre de 2005 tuvo lugar la consagración en acto solemne de la Frauenkirche. De "monumento de la guerra" debe convertirse ahora en un "símbolo de la reconciliación".

## Historia de la iglesia hasta 1945

### La primera construcción románica
Ya en el siglo XI había, en el lugar en que hoy se levanta la Frauenkirche, una pequeña iglesia románica, posiblemente la más antigua de Dresde. Esta iglesia estaba dedicada a "María Madre del Señor" y por lo tanto llamada "Unsere Liebe Frau" (Nuestra Amada Señora). Durante la Edad Media fue modificada varias veces. En la Reforma protestante el edificio se encontraba en la zona luterana de la ciudad. A comienzos del siglo XVIII, el edificio se hallaba en pésimo estado y era insuficiente para el creciente número de fieles que allí acudían.

### La construcción barroca de George Bähr

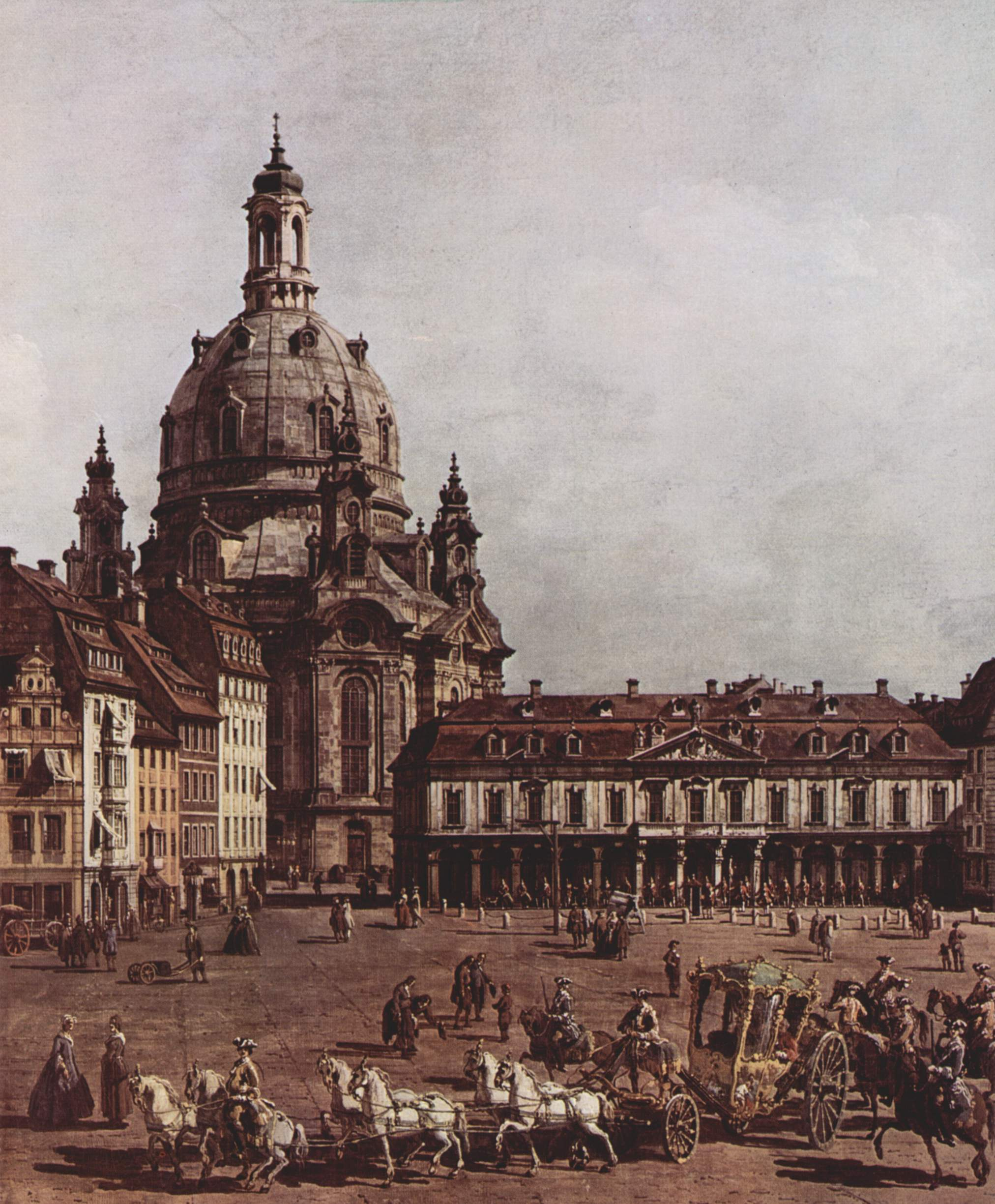
Frauenkirche en el Neumarkt en un cuadro de Canaletto.

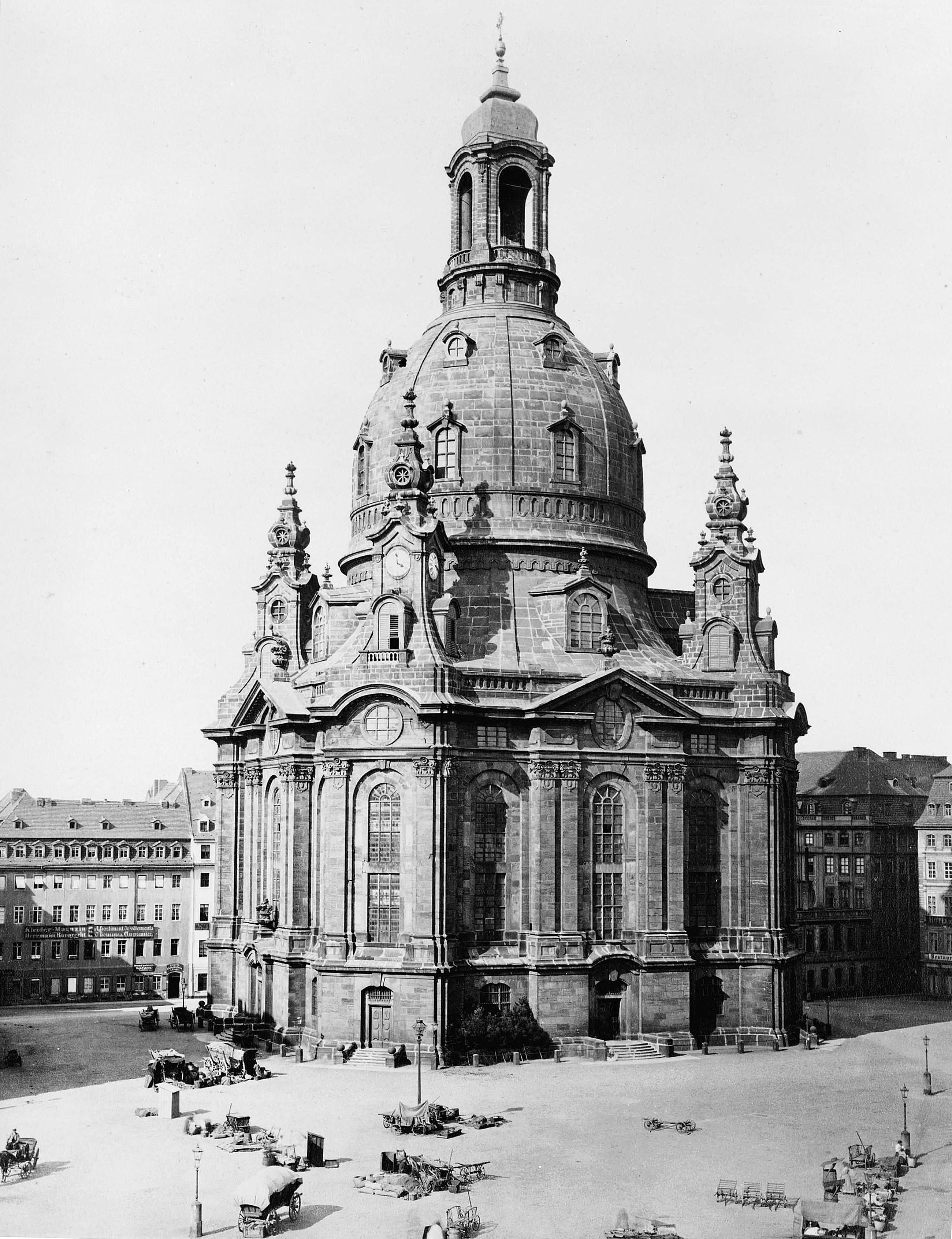
Frauenkirche entre 1860 y 1890.

Debido a lo anteriormente expuesto, en 1722 el Ayuntamiento de Dresde decidió construir una nueva iglesia. Se encargó el proyecto al arquitecto y urbanista George Bähr. La elaboración del proyecto hasta su aprobación en junio de 1726 llevó cuatro años: el 26 de agosto de 1726 se puso la primera piedra, y no fue hasta 1743 cuando se finalizó la nueva iglesia. Su coste fue de 288.570 táleros, 13 groschen y 64,4 Pfennigs, obtenidos en su mayor parte de donativos realizados por los ciudadanos de Dresde. El 28 de febrero de 1734 se consagró la iglesia con un sermón del superintendente Valentin Erst Löscher y música de Theodor Christlieb Reinhold. En mayo de 1743, apenas cinco años después de la muerte de George Bähr, se culminó finalmente la construcción con la colocación de una cruz sobre la cúpula. Löscher hizo que se colocara la cruz en oposición al deseo de Bähr, que quería que se pusiera un obelisco piramidal, así como contra las exigencias de Heinrich Graf von Brühl, primer ministro sajón, que quería que se colocara un obelisco con forma de “A”, letra que simbolizaría el gobierno de Augusto el Fuerte.
A partir de entonces, la Frauenkirche de Dresde pasó a ser la única iglesia protestante del Barroco alemán con importancia a nivel europeo. La parte central de la construcción realizada por Bähr, sostenía una cúpula toda ella de piedra. Pero, quizá, lo más fascinante de esta cúpula era su forma exterior, que por dentro se hacía cóncava, de modo que recordaba en su forma a una campana. Esta forma, única en el mundo, hizo que el edificio se conociera como la campana de piedra. La cúpula descansaba en ocho pilares, los cuales se encontraban más juntos en las diagonales que en los ejes centrales, simbolizando de este modo la forma de una cruz.
La planta de los muros exteriores tenía forma de un cuadrado, interrumpido por el coro semicircular que sobresalía en uno de los lados. En las esquinas se situaban torreones con escaleras que actuaban como contrafuerte de la cúpula, escaleras que servían para acceder a las tribunas que se asomaban entre los ocho pilares. Justo delante del coro había una escalinata curvada en cuyo centro se situaba un atril, detrás un altar barroco monumental al que coronaba un órgano. El púlpito estaba suspendido en uno de los pilares de la izquierda, encima de la escalinata. Los bancos que estaban debajo de la cúpula se situaban concéntricos y dirigidos hacia un punto situado entre el atril y el altar; por el contrario, los bancos situados entre los pilares y detrás de estos miraban al centro de la iglesia. Esto acentuaba la existencia simultánea de dos centros de atención en el edificio: por un lado, el centro y, por otro, el coro. Sus proporciones, dada la gran altura de los pilares, así como las ventanas estrechas y alargadas, recordaban a las iglesias góticas.
El edificio, en principio, no es muy diferente en su concepción de Santa Sofía en Constantinopla o de Santa Maria della Salute en Venecia, pero tiene sutiles y a la vez maravillosas diferencias: La parte cuadrangular se cierra como en esos casos con una bóveda; esta bóveda, denominada “bóveda interior”, se abre hacia arriba mediante un óculo gigantesco. Sobre el edificio cuadrado y su bóveda interior se coloca la bóveda exterior o campana de piedra, la cual puede ser vista por dentro a través del óculo. Finalmente, la campana de piedra es rematada por la linterna. En este caso, la bóveda exterior actúa como una inmensa caja de resonancia, parecida a la de un violín, de ahí que la proverbial acústica del lugar sea definida como “sublime”, “única", etc. Es de suponer el maravilloso resultado obtenido mediante la música del órgano del altar, junto con los cánticos del coro amplificado hasta el infinito por la campana de piedra.
La Frauenkirche tenía una altura total de 91,23 m, una anchura de 41,96 m y una longitud de 50,02 m. La cúpula comenzaba a una altura de 40 m, y la linterna (cima de la cúpula) empezaba a una altura de 62 m, todo ello sobre la plaza del Mercado Nuevo (Neumarkt) de Dresde. La cúpula, realizada toda ella con piedra arenisca de Sajonia, tenía en la parte baja un diámetro exterior de 26,15 m y en la parte superior del orden de 10 m, con un peso de 12 000 toneladas.

## Destrucción durante la Segunda Guerra Mundial

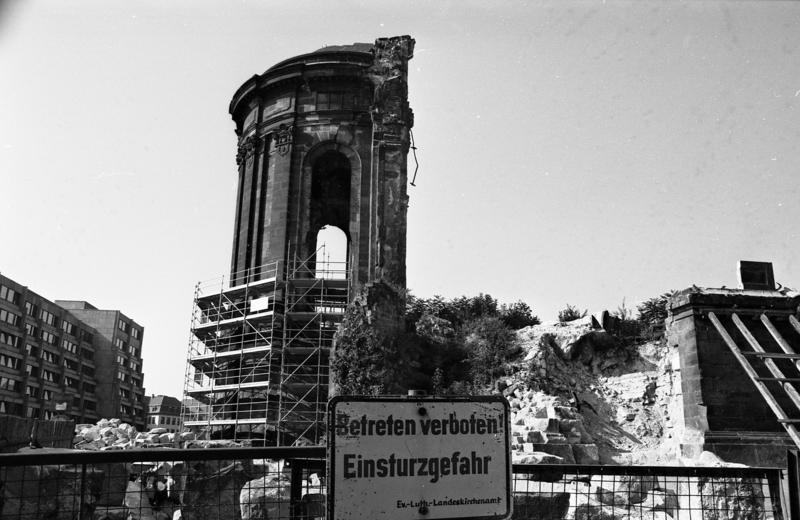
Ruinas de la Frauenkirche en 1991.

Después del ataque aéreo de Dresde, realizado por bombarderos británicos y americanos la noche del 13 de febrero de 1945, la Frauenkirche ardió completamente. No fue alcanzada por ninguna bomba explosiva, pero se encontraba justo en el centro de la ciudad, donde el incendio fue más intenso e hizo los mayores estragos. Además, en los sótanos de la iglesia había archivados gran número de rollos de películas de la Luftwaffe, que en aquel entonces estaban hechos de celuloide, producto muy inflamable y que al arder produce mucho calor. Sin embargo, parte de ellos se recuperaron entre la montaña de escombros que había al iniciarse la reconstrucción. Por ello, se discute actualmente su influencia en el incendio y en su desarrollo.
El 15 de febrero, a las 10 de la mañana, los pilares interiores —todavía candentes— no pudieron soportar más el peso de la construcción. Con un ruido espantoso se desmoronó la totalidad del edificio, suceso este que para muchos habitantes de Dresde, dado su gran poder simbólico, aún superó la terrible destrucción de la noche anterior. En su lugar quedó una inmensa montaña de escombros. Entre estos restos sobrevivió el muro exterior del coro hasta la altura de las molduras y parte de una de las esquinas de la zona noroeste. También se conservó parte del altar realizado por Johann Christian Feige salpicado por las gotas de estaño provenientes del órgano al derretirse por el calor. Estos restos permanecieron relativamente indemnes bajo la protección de la montaña de escombros y han podido ser reutilizados durante la actual reconstrucción, reintegrándolos en el nuevo altar. De este modo, las huellas de la destrucción se han dejado allí conscientemente como muestra de aquel desastre.

## Monumento conmemorativo contra la guerra en la RDA
Al poco tiempo de acabar la guerra, a iniciativa de Hans Nadler, dirigente del Land, se realizaron los primeros intentos para reconstruir la Frauenkirche. Se inventariaron y almacenaron 850 piedras. Sin embargo, las opiniones de cómo reconstruir la ciudad, por parte del nuevo gobierno socialista de la ciudad, no parecían incluir la limpieza de esta montaña de escombros situada en medio de la ciudad, de modo que las esperanzas de reconstruir la Frauenkirche desaparecieron rápidamente. En 1962, las autoridades intentaron eliminar los escombros y en su lugar hacer un parque, intento que fracasó en parte por las protestas de la población y en parte porque no había dinero para ello. Se plantaron rosas sobre los escombros pero, mientras tanto, dos tercios de las piedras desaparecieron para ser utilizadas en las orillas del río Elba.
Así permanecieron los escombros en medio del centro de la ciudad durante los 40 años que duró la RDA, escombros descritos por el Gobierno como un monumento conmemorativo, similar a la iglesia en ruinas de Berlín, la famosa Iglesia Memorial Kaiser-Wilhelm. Muchos habitantes de Dresde que sobrevivieron a aquella noche aciaga, recordaban al ver este monumento a sus parientes que murieron entonces y que nunca tuvieron una tumba en la que ser visitados.
En 1966, la RDA declaró oficialmente las ruinas de la iglesia monumento contra la guerra. El día de la destrucción de Dresde sirvió a partir de entonces para realizar manifestaciones públicas en conmemoración de los muertos por el bombardeo. El 13 de febrero de 1982 hubo, junto a estas ruinas y por primera vez, una convocatoria de manifestación silenciosa por parte de cristianos pacifistas de Dresde. A esta manifestación le siguieron otras durante la década de los 80, a las que se fueron uniendo otros grupos pro-derechos humanos en la RDA, así como movimientos pacifistas, reuniéndose todos ellos el día 13 de febrero junto a las ruinas para recordar en silencio los efectos de la guerra. Los intentos realizados por parte del gobierno de eliminar estas manifestaciones fueron en vano.
La Iglesia luterana de Sajonia planteó durante esta época conservar las ruinas, que deberían permanecer como un monumento a la reconciliación. El sótano o cripta debería incluir una exposición sobre la historia de la Frauenkirche y al mismo tiempo ofrecer un “lugar de silencio”. Las reivindicaciones gubernamentales de principio de los años 80, en las que se exigía la reconstrucción de la iglesia con dinero occidental, fueron rechazadas en un sínodo de la iglesia de Sajonia, así como por parte de los grupos pacifistas.
En 1985, el Ayuntamiento de Dresde trabajó en planes a muy largo plazo, los cuales incluían los proyectos a realizar después de concluir la reconstrucción de la Semperoper. Dichos planes preveían también la reconstrucción de la Frauenkirche, una vez que se finalizaran las obras del castillo de la ciudad. El motivo esencial para esto fue, entre otros, el desmoronamiento cada vez mayor de los escombros y, con ello, el daño que se hacía sobre el carácter de monumento conmemorativo. Estos planes se abandonaron totalmente con los cambios producidos por la reunificación.

## La reconstrucción con los nuevos cambios
Como consecuencia de las transformaciones sufridas en 1989, se publicó una carta abierta de Günter Voigt a Johannes Hempel, obispo de la Iglesia Luterana de Sajonia. En esta carta se apostaba por la reconstrucción de la Frauenkirche, dado su gran poder simbólico. Durante una reunión de ciudadanos de Dresde partidarios de esta reconstrucción surgió la frase "Ruf aus Dresden" (Llamada de Dresde), tal y como la acuñó el padre Karl-Ludwig Hoch. Esta llamada dio la vuelta al mundo a partir del 12 de febrero de 1990.
La idea de reconstruir la iglesia fue tomando forma. Como primera consecuencia de la “llamada” se creó la Gesellschaft zur Förderung des Wiederaufbaus der Frauenkirche in Deutschland e. V. (Sociedad para el fomento de la reconstrucción de la Frauenkirche de Alemania, Sociedad Registrada). Su órgano director estaba presidido por el eminente ciudadano de Dresde Ludwig Güttler y estableció las pautas para el desarrollo de una reconstrucción desde un punto de vista arqueológico. A partir de ese momento se efectuaron trabajos decisorios para la reconstrucción, así como para organizar la recaudación de los donativos (al principio solo había un apoyo del 10%). En 1991 se creó la Stiftung für den Wiederaufbau Frauenkirche (Fundación para la reconstrucción de la Frauenkirche) que dirigiría la totalidad de la obra. El 18 de marzo de ese mismo año, un sínodo del Land de Sajonia aprobó oficialmente la reconstrucción de la Frauenkirche.
Orden cronológico de los hechos más destacables: el 27 de marzo de 1994 se puso la primera piedra de la nueva Frauenkirche. En 1996 comenzó realmente la reconstrucción en sí; el arquitecto elegido fue Eberhard Burger. La reconstrucción finalizaría en la primavera de 2005. Las obras se ejecutaron más deprisa de lo esperado, ya que los donativos recibidos superaron con mucho el ritmo inicialmente supuesto. De este modo, la silueta de la iglesia pudo volver a verse en la ciudad en agosto de 2004, en vez del año 2005, tal y como se había previsto inicialmente.

### Opiniones encontradas
Como es habitual, ya desde el principio hubo opiniones en contra del proyecto, tanto de arquitectos como de historiadores: en primer lugar, con la desaparición de las ruinas, desaparecía también un monumento en recuerdo de la conflagración; además, antes se debería plantear un nuevo edificio de recuerdo de los terribles daños sufridos durante la guerra. Tanto la construcción como el equipo que la iban a llevar a cabo, no planteaban dicha obra de un modo similar a como se hizo en su tiempo, sino que se iban a utilizar las más modernas técnicas. Así por ejemplo, en el interior del edificio habría 85 km de cables eléctricos y 7,7 km de conductos para la calefacción; las máquinas de climatización serían capaces de movilizar 40 000 m³ de aire por hora. Para que los visitantes más valientes pudieran acceder al balcón panorámico situado por encima de la cúpula, se puso un ascensor que realizaba parte del recorrido. En opinión de los detractores, la “Nueva Frauenkirche” no tenía más que una pátina de historia, en realidad no era más que una réplica de un edificio original para siempre perdido, comparable por ejemplo con la Comandancia de Berlín. Los que estaban a favor de la reconstrucción ponían el acento en el gran valor simbólico del edificio, así como en su financiación, que se nutría en su mayor parte de fuentes privadas.

### Financiación
A pesar de la escasez de medios inicial, las obras de la reconstrucción se pudieron llevar a cabo sin interrupciones. Además de los donativos recaudados por la “Sociedad para el fomento de la reconstrucción de la Frauenkirche de Alemania, Sociedad Registrada” y de la “Fundación Frauenkirche”, el Banco de Dresde (Dresdner Bank) contribuyó a asegurar el éxito de la reconstrucción, al iniciar la emisión de valores que denominó cartas de donación, que iban de 250 a 10 000 euros. Estas cartas supusieron un volumen total de 75 millones de euros. La Sociedad contribuyó con 31 millones. Como muestra de la reconciliación, la compañía británica “Dresden Trust”, presidida por Allan Russell, contribuyó con más de un millón de euros de donativos.
El premio Nobel estadounidense de Medicina Günter Blobel, de ascendencia alemana, puso a disposición de la reconstrucción una gran parte del dinero obtenido mediante dicho premio. El trompetista de Dresde Ludwig Güttler reunió con diferentes conciertos abundantes donativos. El Banco de Dresde donó 5 millones de marcos alemanes en 1997, que fueron utilizados para la cúpula interior.
De este modo se recaudaron alrededor de dos tercios de los costes de la construcción, que ascendieron a 179 millones de euros. Los 65 millones restantes fueron pagados por la ciudad de Dresde, el estado federado de Sajonia y el Estado Alemán.

### Retirada de los escombros
A partir del 4 de enero de 1993 se comenzó a retirar, piedra a piedra, la montaña de escombros; los sillares que aún podían ser reutilizados, se midieron, catalogaron y almacenaron. Mediante un programa informático SIG diseñado a medida en gran parte con este fin, se pudo seguir la pista de muchas de estas piedras recuperadas encontrando el lugar original que ocuparon en su momento. De este modo se rescataron de los escombros 8.000 piedras o trozos de ellas, y de estas se incorporaron 3.539 a la fachada exterior.

### La cripta
Antes de empezar con la reedificación en sí, tuvo que habilitarse la cripta, o sótano, de la iglesia, con el fin de utilizarla para servicios religiosos, visitas guiadas sobre las obras que se iban a hacer, así como para conciertos. Su consagración se realizó el 21 de agosto de 1996.
En el lugar más profundo de la Frauenkirche —exactamente en el vértice de la cruz que forman las bóvedas de cañón existentes— se encuentra un altar de piedra caliza, oscuro e iridiscente. Este altar es obra de Anish Kapoor, un artista británico de madre judía y padre hindú, y es el primero de una iglesia alemana que ha sido realizado por un artista judío.

### Uso de la piedra en la construcción

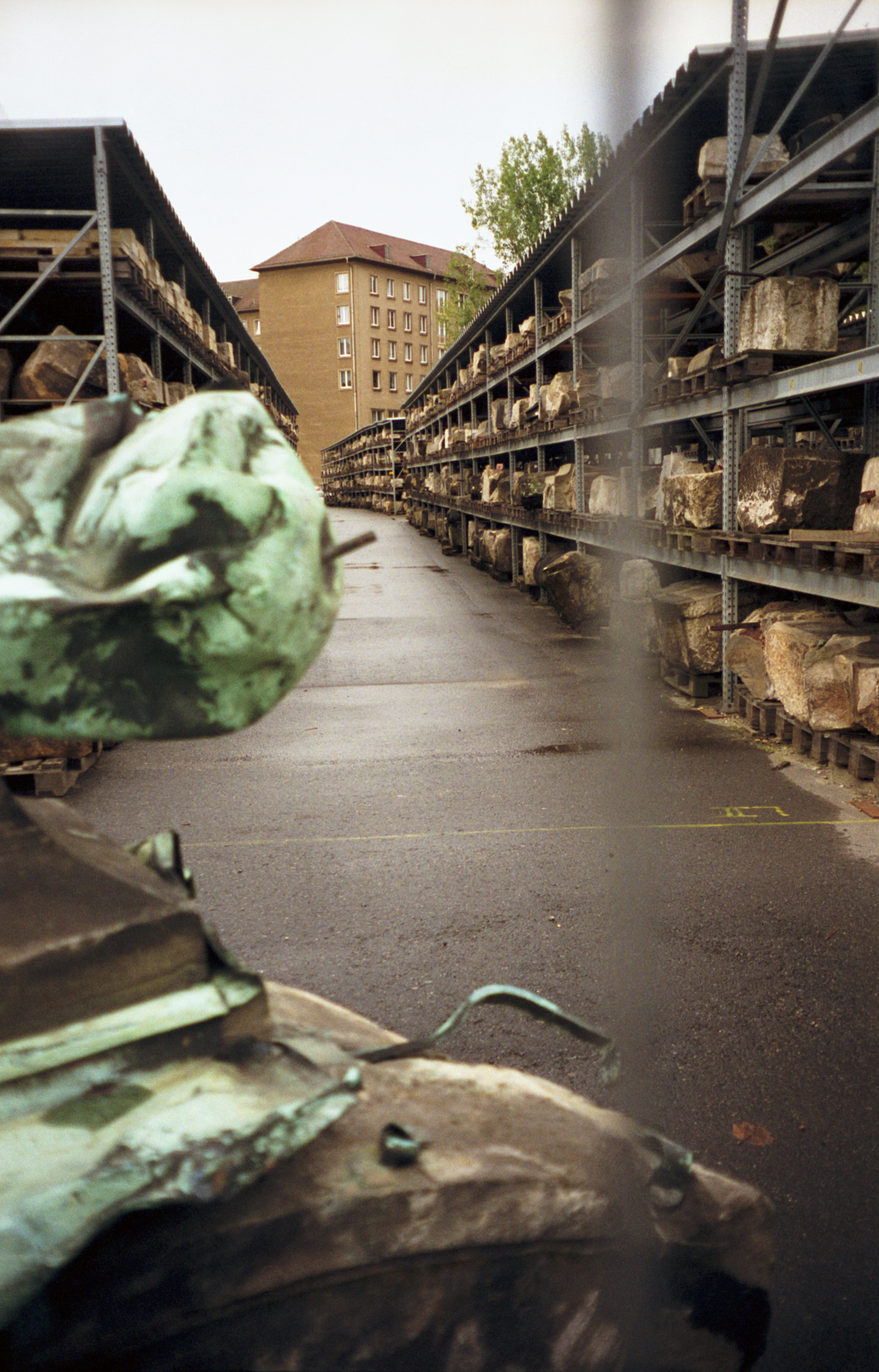
Piedras catalogadas, 1999.

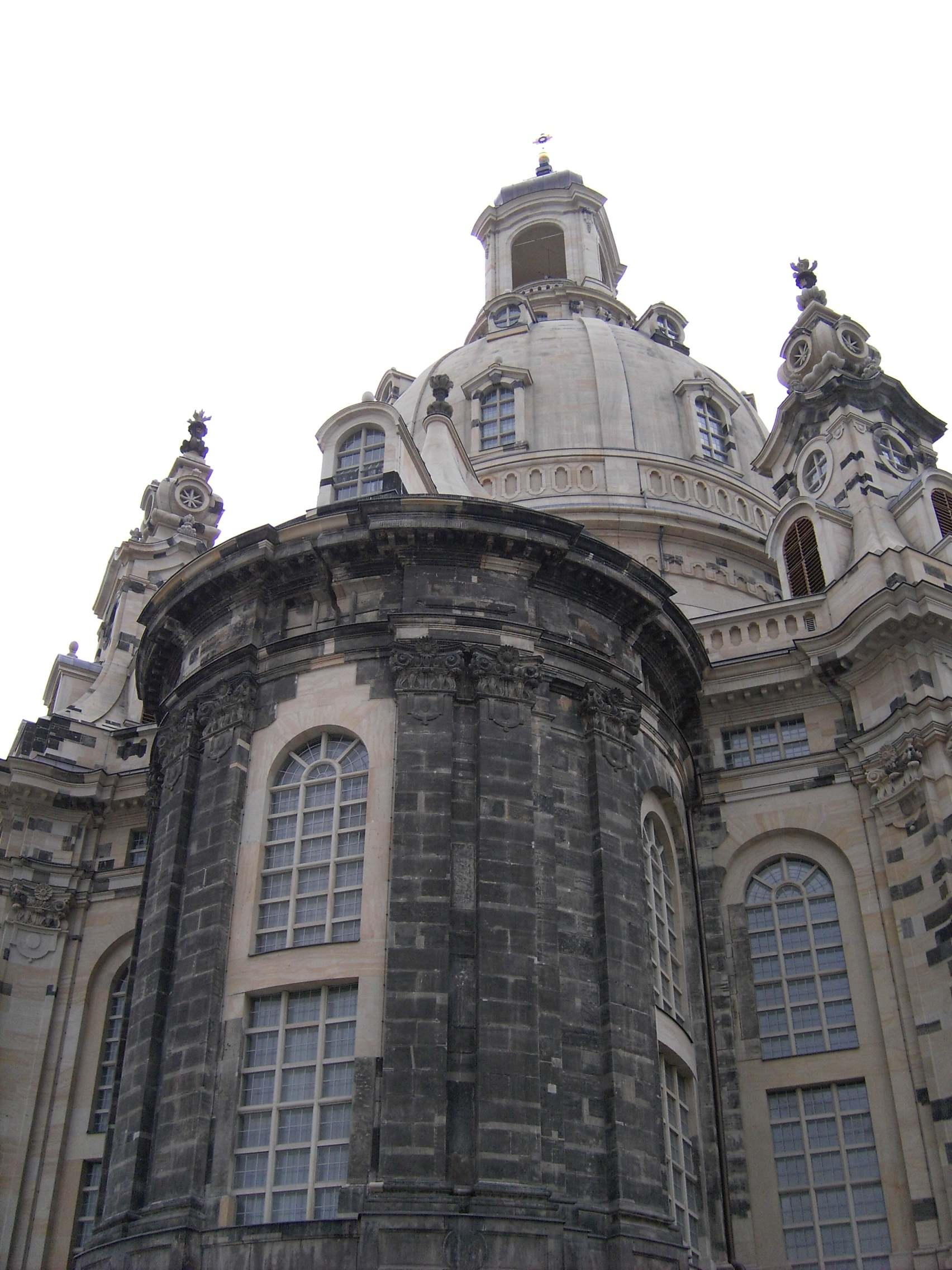
Piedras nuevas y antiguas.

Durante la reconstrucción se volvió a emplear parte de las piedras catalogadas (43% de la construcción original). Incluso se llegaron a usar grandes bloques enteros, colocándolos donde estuvieron originalmente. Los restos de una de las torres de la esquina y del coro se reintegraron igualmente en la construcción. Estos dos restos suponían el 34% del material reutilizado.
Al construir la cúpula (campana de piedra) no se empleó material procedente de los escombros por motivos puramente físicos, sino siempre piedra arenisca nueva. Las piedras de la cúpula se sometieron a pruebas especiales para observar si soportarían el esfuerzo que iban a sufrir. Las piedras antiguas habían soportado temperaturas altísimas y no se debía correr riesgo alguno en su reutilización.
El edificio actualmente tiene por fuera el aspecto de un puzle, debido al color que dan las piedras antiguas (oscuras) y las nuevas (claras). La capa de color negro de las piedras antiguas se debe a la contaminación. Con el tiempo las piedras nuevas se irán oscureciendo hasta que al final serán indistinguibles.
Dos anillos de acero ocultos, así como un armazón de acero igualmente oculto, sostienen la estructura de la iglesia, a diferencia de la antigua construcción. Estos elementos de acero pueden ser retirados en caso de necesidad, haciendo la construcción más practicable.
Gracias a modernas técnicas de medición, los bloques de piedra de los pilares pudieron colocarse con exactitud milimétrica. Mediante programas informáticos que se emplean para construir aviones, se analizaron las 560 placas de piedras de la base de la cúpula, ya que en ellas son enormes las variables fuerzas de la cúpula y ya en la antigua Frauenkirche causaban constantemente grietas. Entre 1938 y 1942 se hicieron los últimos arreglos de esas grietas.
La Universidad de Dresde junto con la de Karlsruhe realizaron durante dos años un trabajo de investigación para utilizar en la cúpula. Por ejemplo, se crearon nuevas mezclas de mortero para que las piedras fueran completamente impermeables a la entrada de lluvia por ellas. Para impedir esta entrada de agua, ya en el proyecto original del siglo XVIII se incluía un tejado de cobre sobre la cúpula. Por motivos económicos fue rechazada esta construcción, naciendo de este modo la campana de piedra.

### Cubierta protectora de la obra
Con el fin de poder realizar las obras ininterrumpidamente y con rapidez, se decidió fabricar una cubierta que protegiera la obra de las inclemencias del tiempo, cubierta que podría ir subiendo conforme la obra ascendiera. Así, una vez se llegara a una determinada fase de la construcción, la cubierta protectora podía ser elevada varios metros por encima de ella mediante un mecanismo hidráulico. Esta técnica se desarrolló especialmente para construir la Frauenkirche y permitió que se trabajara con todo tipo de meteorología e incluso en invierno.

### El órgano de Silbermann

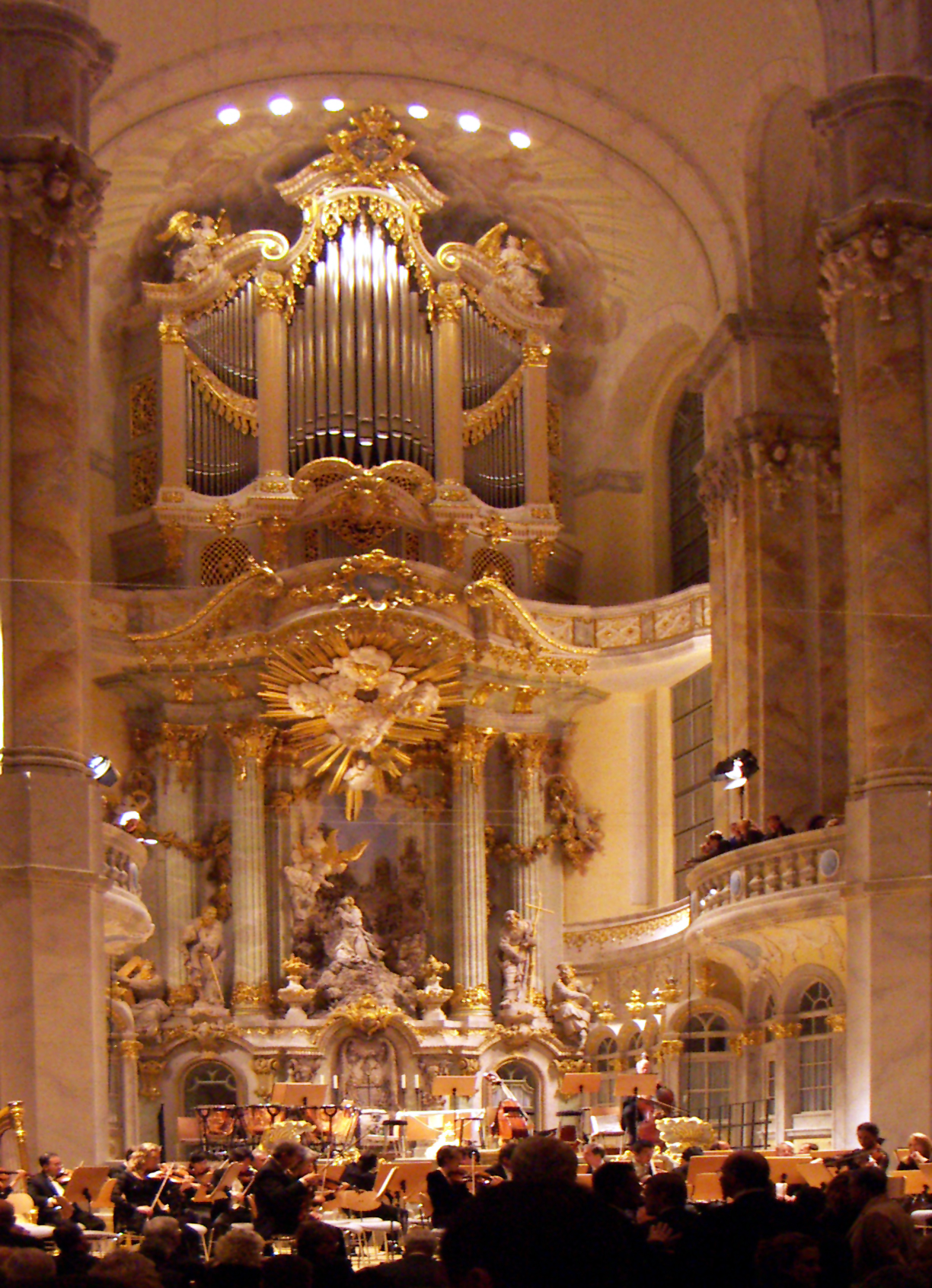
El nuevo órgano.

El órgano original construido por Gottfried Silbermann en 1736 tenía 43 registros y 3 teclados, y su reconstrucción exacta era imposible. En primer lugar, el órgano no solo había sido modificado en 7 ocasiones a lo largo del tiempo, sino que durante el bombardeo había quedado completamente destruido; en segundo lugar, no se conservaban los planos de Silbermann. Hacer un órgano donde antaño estuvo el otro, no era un absurdo, ya que la acústica del lugar seguía siendo acorde con su realización. Por todo ello se llegó a la siguiente decisión: estudiando fotos y diferentes documentos se construiría la tribuna del órgano exactamente igual a la anterior, como estaban haciendo los restauradores con el resto del interior del edificio. En lo que respecta al órgano y su maquinaria, se decidió construir un órgano con el sonido similar al que se obtenía con los tres teclados antiguos, así como con los mismos registros, es decir, una réplica lo más exacta posible. Después, se añadió un cuarto teclado que posibilitara tocar música “moderna”; con ello se pensaba en música creada durante los siglos XIX y XX, especialmente de estilo del romanticismo franco alemán, para lo que se precisaban nuevos registros, así como los “antiguos”. Este tipo de música no se podría haber tocado en el órgano original fabricado por Silbermann. La reconstrucción del órgano llevó a un equívoco, conocido como la Orgelstreit (disputa del órgano), ya que se pensó que se estaba construyendo para la Frauenkirche un órgano moderno, entendiendo por ello la música actual. Por ello se criticaron las bases del concurso de adjudicación para construcir el órgano, así como a la "Fundación para la reconstrucción de la Frauenkirche", críticas a las que siguieron artículos periodísticos con frecuencia erróneos. El concurso lo ganó finalmente el organero de Estrasburgo Daniel Kern. El nuevo órgano tiene 67 registros y 4 teclados y se terminó en septiembre de 2005.

### El interior de la cúpula

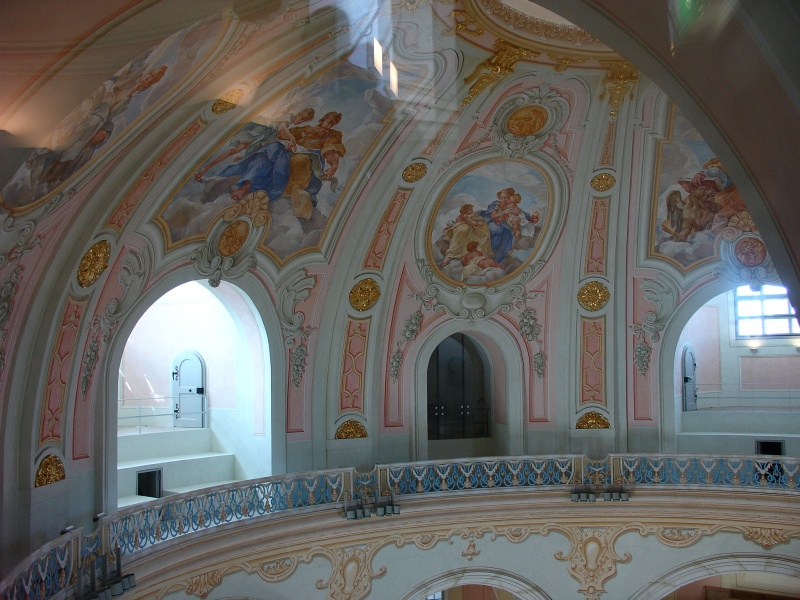
Pinturas interiores de la cúpula.

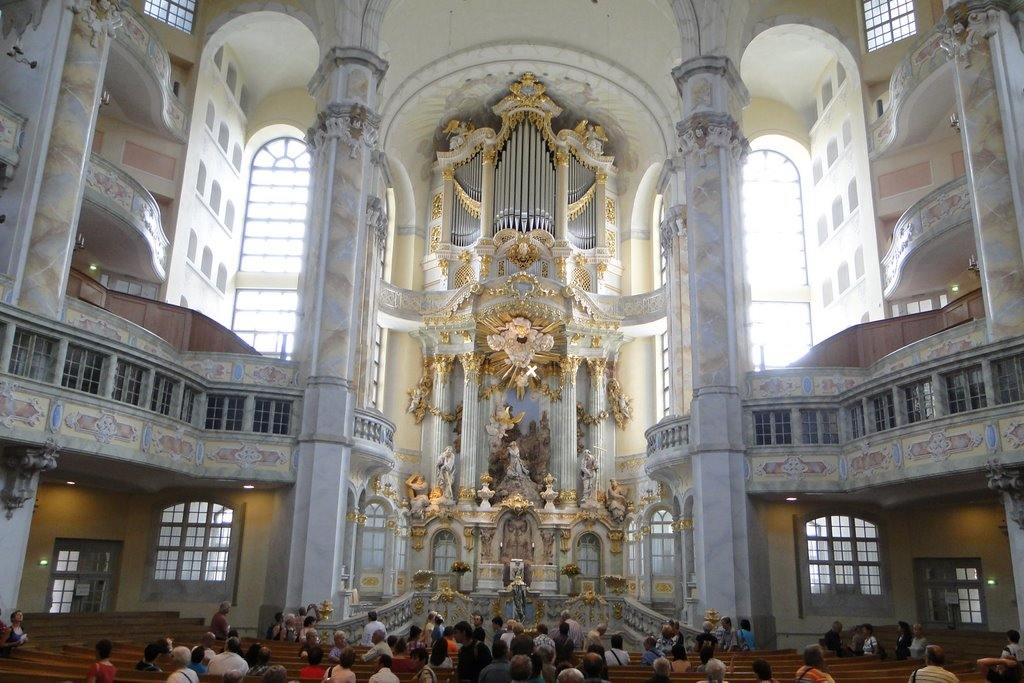
Vista interior

El pintor italiano Battista Grone realizó en 1734 las ocho pinturas del interior de la cúpula. En ellas estaban los cuatro Evangelistas: Mateo, Marcos, Lucas y Juan, así como alegorías de las virtudes teologales: Fe, Esperanza y Caridad.
El primer intento de reconstrucción fue un fiasco, San Juan quedó demasiado coloreado por lo que fue rechazado y la pared se volvió a revocar. Después de varios procesos más de selección, se encargó al pintor Cristoph Wetzel y al restaurador Peter Taubert que pintaran la cúpula lo más parecida a como fue.
Sirvieron de modelo diapositivas del año 1943. No se sabía a ciencia cierta hasta qué punto dichas diapositivas habían sido afectadas por el tiempo, y además algunas de las pinturas habían sido reparadas anteriormente. Por dicho motivo Cristoph Wetzel estudió también otras obras del maestro del Barroco, con el fin de traspasar su arte a las pinturas que se le habían encargado.

### Las campanas
La Fundición A. Bachert en Bad Friedrichshall (Baden-Wurtemberg) fundió 7 campanas nuevas (llamadas Isaías, Juan, Jeremías, Josué, David, Felipe y Ana). Sin embargo, los especialistas observaron que el sonido de 6 de las 7 campanas no era bueno, lo que requirió una nueva fundición por parte de la empresa Bachert en Karlsruhe.
La campana del recuerdo, llamada María, es la única de las cuatro que tenía la Frauenkirche antes de la Segunda Guerra Mundial que se pudo conservar. Fue fundida en 1518 en Freiberg. En 1926 se había enviado a la iglesia de una institución estatal, Hubertusburg, lo que la salvó de la destrucción. La campana estuvo después en las iglesias de Wermsdorf y Dittmannsdorf. En 1998 volvió a Dresde, colocándose provisionalmente en una torre de madera junto a la Frauenkirche. Esta campana, junto con las siete anteriormente mencionadas, crean un repiqueteo único por la suma de sus ocho sonidos, sonido que se oyó por primera vez en la noche de Pentecostés de 2003.
Cada una de las ocho campanas tiene un nombre y una función, relacionándose nombre y función según la Biblia. En la torre “C” cuelgan la más grande Isaías (campana de la paz) y las tres más pequeñas, David (campana de la oración), Felipe (campana del bautismo) y la menor Ana (campana de la gratitud). El resto se sitúan en el campanario de la torre “E”, a saber, Juan (campana de la anunciación), Jeremías (campana de la ciudad), Josué (campana del matrimonio) y María (campana del recuerdo).

### La cruz de la cúspide

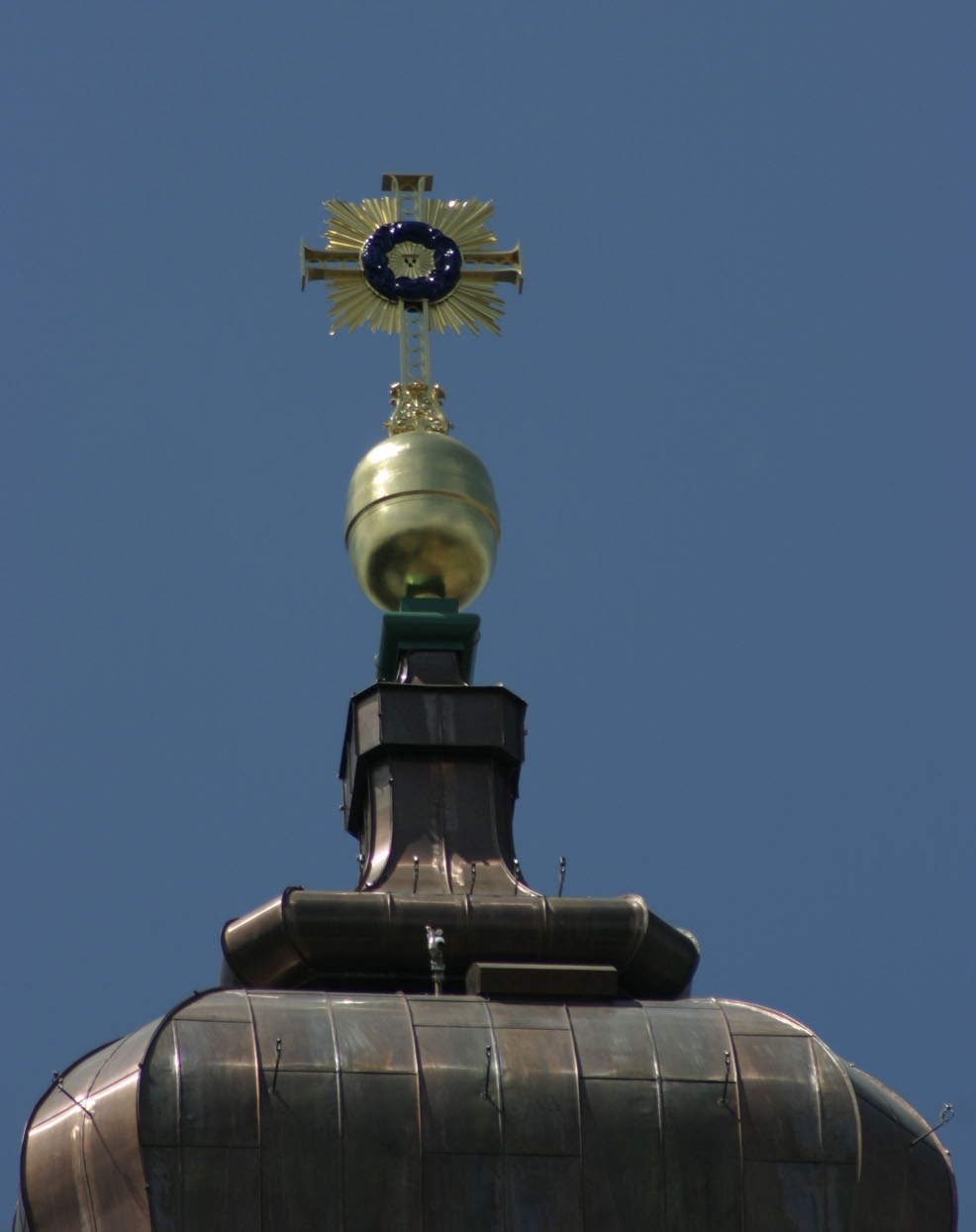
La cruz que culmina la iglesia.

La cruz original que remataba el edificio fue colocada por Johann Georg Schmidt. El 1 de junio de 1993 se encontró dicha cruz en los escombros; obviamente estaba muy dañada, por lo que se realizó una nueva que sería igualmente de color oro brillante. Alan Smith, un artesano de la forja londinense e hijo de un piloto inglés que había participado en el bombardeo de Dresde, construyó la nueva cruz de 8 m de altura (valorada en 500.000 euros). La cruz fue financiada por la empresa británica “Dresden Trust”. Durante la conmemoración en febrero de 2000 de los 55 años de la destrucción, el duque de Kent —valedor de la empresa “Dresden Trust”— entregó la cruz a la ciudad, y quedó allí custodiada hasta su colocación. El 22 de junio de 2004 y ante 60.000 espectadores se colocó sobre la cúpula la cruz denominada Versöhnungskreuz (cruz de la reconciliación) como muestra de la amistad entre británicos y alemanes. De este modo, y después de 59 años, se volvió a ver su silueta sobre la ciudad de Dresde. La vieja cruz, quemada y retorcida, se halla a la derecha del nuevo altar.

### Coventry y la última piedra
La “Cruz de la reconciliación” no fue la única relación que se tuvo con Inglaterra. Ya de 1956 a 1962 se habían aportado donativos alemanes para la reconstrucción de la catedral de Coventry, bombardeada el 14 de noviembre de 1940. De este modo y a diferencia de Dresde, siguiendo el espíritu de aquellos tiempos, se construyó un nuevo edificio integrando en él los restos de la catedral destruida.
El 13 de abril de 2004 se colocó la última piedra en la cúpula principal, con ello se completó la construcción de piedra. El 22 de junio de 2004 se emplazó la nueva cruz sobre la linterna de la cúpula, hecha en madera y recubierta de cobre. Así, el aspecto exterior de la iglesia volvió a ser el mismo de antaño. La Frauenkirche tiene una altura final de 91,24 m y ha vuelto a ser desde entonces el auténtico símbolo de Dresde.

### Trabajos finales antes de la inauguración
Para el final quedaron los acabados interiores, tales como la pintura y la instalación de la sillería. A principios del verano de 2005, el organero de Estrasburgo antes citado, Daniel Kern, instaló el órgano con sus 4.873 tubos. La plataforma panorámica a 67 m de altura, desde la que se goza de una vista excelente del valle del Elba, se abrió al público el martes 1 de febrero de 2005. Coincidiendo con los 60 años del bombardeo, el 13 de febrero de 2005 se inauguró por último el interior en una ceremonia silenciosa.

### Fin de la reconstrucción: Ceremonia de consagración
El 30 de octubre de 2005 se volvió a consagrar la Frauenkirche y con ello se le dio su futuro destino como casa del Señor. El obispo de Sajonia, Jochen Bohl, la consagró junto con sus dos predecesores, primero la pila bautismal, luego el púlpito y finalmente la iglesia en su totalidad. En el marco de la ceremonia se llevaron los nuevos objetos litúrgicos a la iglesia. La consagración contó con 1700 invitados en el interior y miles en la plaza exterior.
Acabada la parte litúrgica de la ceremonia, el presidente de Alemania, Horst Köhler, dio un solemne discurso en el que señaló que la Frauenkirche era un símbolo de la libertad de los ciudadanos y de la unidad alemana. El obispo Jochen Bohl agradeció asimismo el sentido de la responsabilidad y la colaboración durante la reconstrucción. En especial mostró su agradecimiento entre otros a Hans Nadler y a aquellos que no podían vivir ese momento, nombrando igualmente al director de la obra Eberhard Burger y al virtuoso trompetista Ludwig Güttler.

## Uso actual

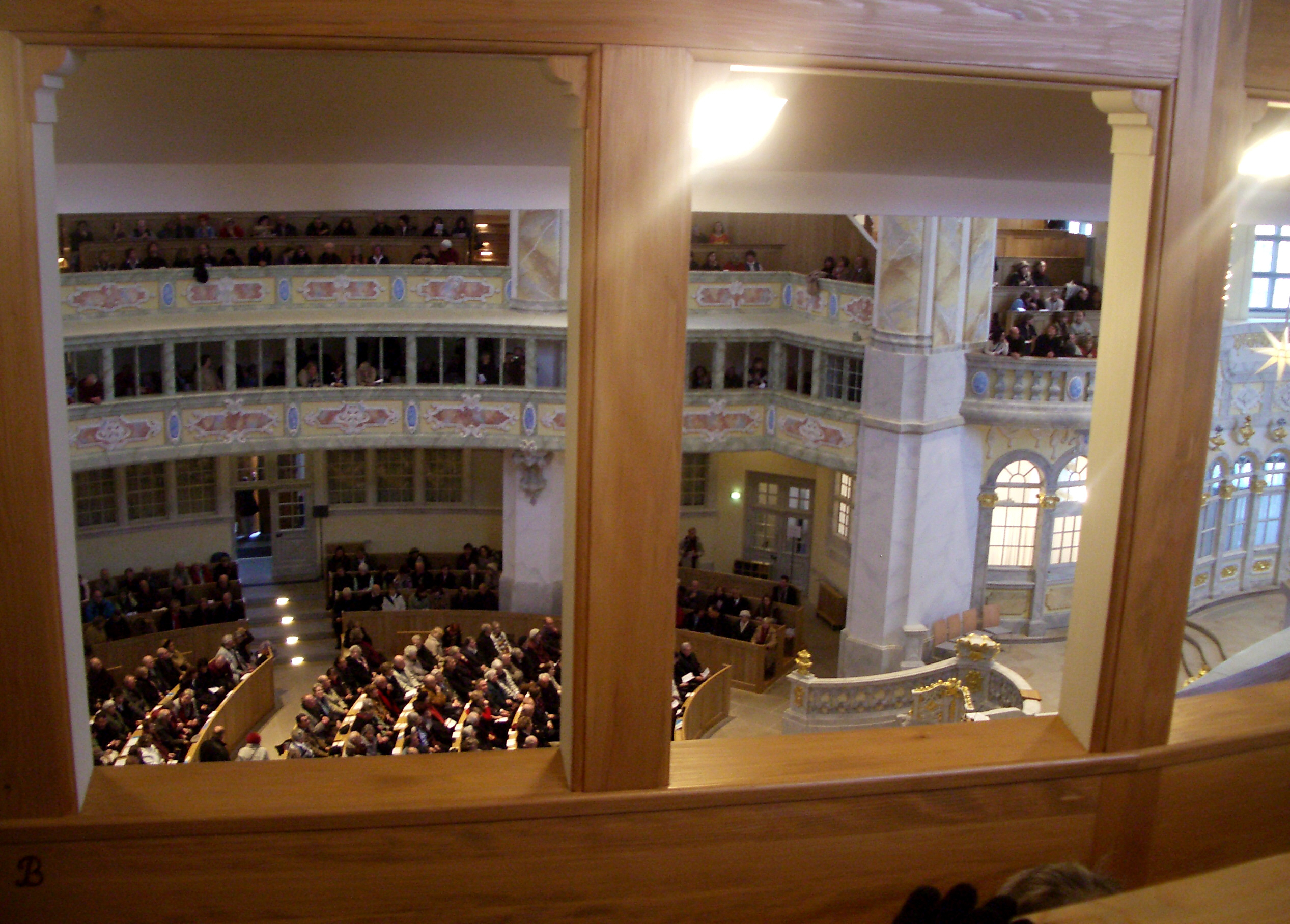
Servicio religioso en la Frauenkirche.

La Frauenkirche no es una parroquia. Desde 1998 está a cargo de un pastor de la Iglesia Evangélica Luterana de Sajonia y se utiliza para el servicio religioso y conciertos. Es constantemente visitada por turistas alemanes y extranjeros.
Los cultos dominicales tienen lugar a las 11:00 y a las 18:00 , siendo este servicio la piedra angular de la vida religiosa de la Frauenkirche. Junto a este uso fundamental es posible oír a diario música religiosa (a las 12:00 todos los días; los lunes, miércoles y viernes también a las 18:00); los martes a las 18:00 se celebran vísperas con música de órgano. También es posible celebrar en la iglesia bodas y bautizos.
En los cultos religiosos suelen actuar el coro y el organista de la Frauenkirche. Hay asimismo domingos musicales, conciertos de órgano, así como conciertos religiosos que complementan la oferta musical de la Frauenkirche.
La Frauenkirche está abierta todos los días de 10:00 a 18:00, aunque las visitas se suspenden durante las ceremonias religiosas. La cripta se utiliza para la oración en silencio.